# NOM-006-STPS-2014

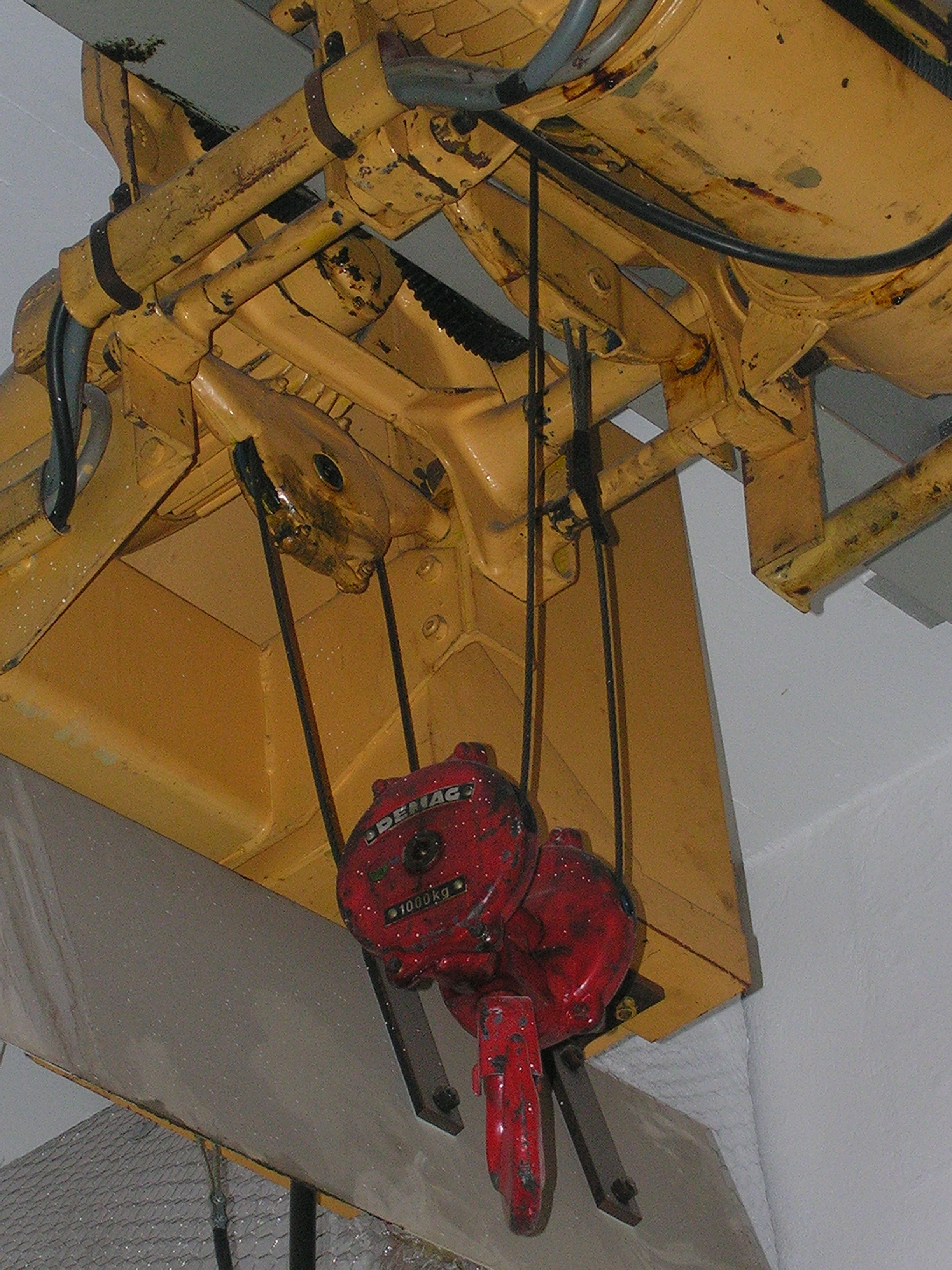
El uso de maquinaria para cargar materiales está regulado por esta norma.

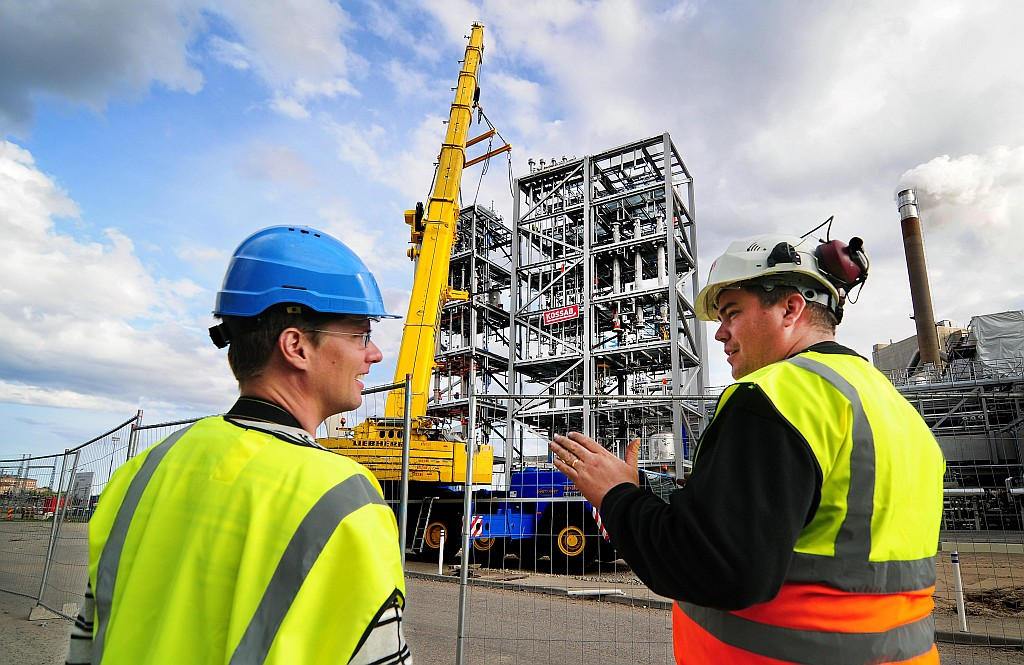
La capacitación es una medida de seguridad importante en el manejo y almacenamiento de materiales.

NOM-006-STPS-2014 es una norma oficial mexicana en materia de prevención de riesgos laborales relacionados con el manejo y almacenamiento de materiales. Es una norma de carácter obligatorio dentro de todo el territorio nacional mexicano. Los riesgos que regula comprenden desde las cargas manuales realizadas por un trabajador hasta el uso de herramientas y maquinarias como polipastos, carretillas, grúas, patines y montacargas. Su versión vigente data del año 2014.